# Matías Garafulic
Matías Garafulic (Chile, 1 de septiembre de 2000) es un jugador profesional chileno de rugby que se desempeña en la posición de centro interior en Selknam Rugby, equipo perteneciente a la liga Super Rugby Américas.

## Carrera
En 2022, Garafulic se unió al equipo Selknam Rugby, donde lleva jugando dos temporadas. También es parte de la Selección de rugby de Chile y de la Selección masculina de rugby 7 de Chile.